# Kreis Szob
Der Kreis Szob (ungarisch Szobi járás) ist ein Kreis im Norden des mittelungarischen Komitats Pest. Der nördlichste Kreis des Komitats grenzt im Süden an den Kreis Szentendre und im Südosten an den Kreis Vác. Im Südwesten bilden der Kreis Esztergom (Komitat Komárom-Esztergom), im Osten die Kreise Balassagyarmat und Rétság (Komitat Nógrád) die Komitatsgrenze. Der Kreis grenzt im Norden und Westen an die Slowakei (zehn Grenzgemeinden).

## Geschichte
Der Kreis ging während der ungarischen Verwaltungsreform Anfang 2013 als Nachfolger des gleichnamigen Kleingebiets (ungarisch Szobi kistérség) hervor. Verstärkung erfuhr der neue Kreis noch durch vier Gemeinden aus dem Südosten (vom Kleingebiet Vác).

## Gemeindeübersicht
Der Kreis Szob hat eine durchschnittliche Gemeindegröße von 1.436 Einwohnern auf einer Fläche von 25,78 Quadratkilometern. Der bevölkerungsärmste Kreis hat auch die niedrigste Bevölkerungsdichte im Komitat. Der Kreissitz befindet sich in der größten Stadt, Szob, im Südwesten des Kreises gelegen.
| 17 Gemeinden    | Status   | Herkunft Kleingebiet | Einwohnerzahl | Einwohnerzahl | Einwohnerzahl | Fläche (km²) | Bevölkerungs- dichte (Ew./km²) |
| 17 Gemeinden    | Status   | Herkunft Kleingebiet | 01.10.2011    | 01.01.2013    | 01.01.2016    | 01.01.2016   | Bevölkerungs- dichte (Ew./km²) |
| --------------- | -------- | -------------------- | ------------- | ------------- | ------------- | ------------ | ------------------------------ |
| Bernecebaráti * | Gemeinde | Szob                 | 901           | 904           | 880           | 37,69        | 23,3                           |
| Ipolydamásd *   | Gemeinde | Szob                 | 346           | 352           | 354           | 11,60        | 30,5                           |
| Ipolytölgyes *  | Gemeinde | Szob                 | 411           | 417           | 424           | 13,66        | 31,0                           |
| Kemence *       | Gemeinde | Szob                 | 1.025         | 990           | 954           | 42,75        | 22,3                           |
| Kismaros        | Gemeinde | Vác                  | 2.025         | 2.093         | 2.241         | 11,96        | 187,4                          |
| Kóspallag       | Gemeinde | Szob                 | 763           | 751           | 749           | 12,77        | 58,7                           |
| Letkés *        | Gemeinde | Szob                 | 1.109         | 1.119         | 1.119         | 24,55        | 45,6                           |
| Márianosztra    | Gemeinde | Szob                 | 1.389         | 878           | 837           | 20,26        | 41,3                           |
| Nagybörzsöny *  | Gemeinde | Szob                 | 778           | 744           | 681           | 50,66        | 13,4                           |
| Nagymaros       | Stadt    | Vác                  | 4.679         | 4.756         | 4.717         | 34,37        | 137,2                          |
| Perőcsény *     | Gemeinde | Szob                 | 312           | 289           | 291           | 41,40        | 7,0                            |
| Szob *          | Stadt    | Szob                 | 2.794         | 2.806         | 2.660         | 17,97        | 148,0                          |
| Szokolya        | Gemeinde | Vác                  | 1.800         | 1.810         | 1.815         | 59,05        | 30,7                           |
| Tésa            | Gemeinde | Szob                 | 73            | 78            | 83            | 4,38         | 18,9                           |
| Vámosmikola *   | Gemeinde | Szob                 | 1.592         | 1.644         | 1.635         | 25,29        | 64,7                           |
| Verőce          | Gemeinde | Vác                  | 3.663         | 3.643         | 3.758         | 20,33        | 184,8                          |
| Zebegény        | Gemeinde | Szob                 | 1.215         | 1.213         | 1.214         | 9,63         | 126,1                          |
| Kreis Szob      |          |                      | 24.875        | 24.487        | 24.412        | 438,32       | 55,7                           |

* Grenzgemeinde zur Slowakei.